# Череватенко Леонід Васильович
Черева́тенко Леоні́д Васи́льович (нар. 31 жовтня 1938, м. Дніпропетровськ — пом. 9 травня 2014) — український поет, мистецтвознавець, кінокритик, сценарист. Член Національної спілки письменників України, член Історичного клубу Холодний Яр.

## Життєпис
Закінчив Київський державний університет ім. Т. Г. Шевченка (1966 р.) та Вищі сценарні курси при Держкіно СРСР у Москві (1970 р.). Працював у пресі, зокрема в журналі «Новини кіноекрану». Очолював Київську письменницьку організацію. Багато зробив для повернення в перебудову спадщини представників "Розстріляного Відродження" в українській літературі, зокрема, Євгена Плужника, Григорія Косинки, Валер"яна Підмогильного та ін.
Жив у Бучі під Києвом.

## Нагороди
- премія Спілки кінематографістів СРСР (1988 р.) за статтю «А корабль стоїть…»
- Республіканська премія ім. О. Білецького в галузі літературно-художньої критики
- Національна премія України імені Тараса Шевченка (2002 р.) за документальну кінотрилогію «Я камінь з Божої пращі»
- щорічна премія Президента України «Українська книжка року» за збірку «Закляте залізо» (Видавництво «Дух і Літера», травень 2013 р.)[3].

## Праці
Багато виступав у пресі з питань кіномистецтва, зі статтями у збірниках:
- «Сергій Параджанов. Злет. Трагедія. Вічність» (1995)
- «100 фільмів українського кіно» (1996).
- Череватенко Леонід Закляте залізо (2012)[4]

## Фільмографія
Автор сценаріїв художніх фільмів (поставлених на Київській національній кіностудії ім. О. П. Довженка):
- «Лицар Вася» (к/м, 1974, режисер Володимир Попков)
- «Канал» (1975, реж. Володимир Бортко)
- «Скляне щастя» (к/м, 1980, режисер Ярослав Ланчак)
- «Дорога на Січ» (1995, у співавт., режисер Сергій Омельчук)
- «Закон» (2008, режисер Віталій Потрух)

Автор сценаріїв документальних стрічок:
- «Юрій Коцюбинський» (1965)
- «Ваш Леонід Первомайський» (1983)
- Кінотрилогії «Я камінь з Божої пращі», що об'єднує кінокартини:
  - «Ольжич» (1996)
  - «Доба жорстока, як вовчиця» (2000)
  - «Незнаний воїн» (2000).
- «Сергій Бондарчук. Батьківщина» (2004, реж. Теймураз Золоєв; з телециклу «Обрані часом»)
- «Іван Драч» (2007, реж. О. Волоткевич; з телециклу «Обрані часом»)
- «Якутовичі» (2007, реж. О. Волоткевич; з телециклу «Обрані часом»)
- «Кримінальна справа Юхима Михайліва» (2007, реж. О. Волоткевич; з телециклу «Обрані часом»)

Режисер:
- «Євген Деслав. Фантастична мандрівка» (2008, режисер та автор сценар.)[5][6]

## Вшанування пам'яті
22 червня 2023 року у місті Ірпінь вулицю Висоцького перейменували на вулицю Леоніда Череватенка.